# Typhochrestus dubius
Typhochrestus dubius är en spindelart som beskrevs av Denis 1949. Typhochrestus dubius ingår i släktet Typhochrestus och familjen täckvävarspindlar.
Artens utbredningsområde är Frankrike. Inga underarter finns listade i Catalogue of Life.